# Маска підмережі
Маска підмережі — двійкове число, яке містить одиниці в тих розрядах, які відносяться до розширеного мережевого префікса. Маска підмережі дозволяє поділити IP-адресу на дві частини: номер підмережі та номер пристрою у цій підмережі. 
Якщо маршрутизатори у мережі Internet використовують тільки мережевий префікс адреси отримувача для передачі трафіку в організацію, то маршрутизатори всередині приватної мережі організації використовують розширений мережевий префікс для передачі трафіку індивідуальним підмережам. Розширеним мережевим префіксом називають префікс мережі й номер підмережі. 
Поняття розширеного мережного префікса, по суті, еквівалентно поняттю маска підмережі (subnet mask). Старші біти IP-адреси використовуються робочими станціями і маршрутизаторами для визначення класу адреси. Після того, як клас визначений, пристрій може легко визначити межу між бітами, які використовувалися для ідентифікації номера мережі, і бітами номера пристрою у цій мережі. Однак для визначення межі бітів, які ідентифікують номер підмережі, така схема не підходить. Для цього саме і використовується 32-бітна маска підмережі, яка допомагає однозначно визначити необхідну межу. 
Біти у масці підмережі повинні бути усталені в одиницю, якщо система, яка перевіряє адресу, повинна розглядати відповідний біт в IP-адресі як частину мережного префікса. Після визначення класу IP-адреси, будь-який біт у номері пристрою, який має відповідний усталений біт у масці підмережі, використовується для ідентифікації номера підмережі. Частина номера пристрою, що залишилася, і якій відповідають нульові біти у масці підмережі, використовуються для задання номера пристрою. 
Документ RFC 1219 визначає основне правило, якому слід дотримуватися при привласнюванні номерів підмережам і пристроям. Номери підмереж призначаються таким чином, щоб старші біти у номері підмережі встановлювалися першими (тобто починаючи з крайньої лівої позиції). Водночас одиничні біти номерів пристроїв рекомендується встановлювати, починаючи з крайньої правої позиції. Отже, якщо дотримуватися цього правила, то на межі між номером підмережі й номером пристрою будуть існувати нульові невикористані біти. Це дозволяє змінити маску підмережі без зміни IP-адреси, привласненої пристрою. 
У мережі із підмережами можна використовувати два види широкомовлення: направлене й обмежене. Направлене широкомовлення використовується для передавання дейтаграми всім пристроям визначеної підмережі. Для відправки дейтаграми всім пристроям у всіх підмережах необхідно використати обмежене широкомовлення з адресою 255.255.255.255. Необхідно, однак, врахувати, що маршрутизатори не пропускають дейтаграми з такою адресою (тому таке широкомовлення називається обмеженим). 
Номери мереж призначаються централізовано, якщо мережа є частиною Internet, або довільно, якщо мережа працює автономно. Номери вузлів і в тому і в іншому випадку адміністратор може призначати самостійно, не виходячи з дозволеного для цього класу мережі діапазону. 
Координуючу роль у централізованому розподілі IP-адрес спочатку відігравала організація InterNIC, однак зі зростанням мережі задача розподілу адрес стала дуже складною, і InterNIC делегувала частину своїх функцій іншим організаціям і крупним постачальниками послуг Internet. 
Якщо деяка IP-мережа створена для роботи у "автономному режимі", без зв'язку з Internet, в стандартах Internet визначено декілька діапазонів адрес, рекомендованих для локального використання. Ці адреси не обробляються маршрутизаторами Internet ні за яких умов. Адреси, зарезервовані для локальних цілей, вибрані з різних класів: у класі А — це мережа 10.0.0.0, у класі В — це діапазон з 16 номерів мереж 172.16.0.0. — 172.31.0.0, у класі С — це діапазон з 255 мереж — 192.168.0.0. — 192.168.255.0. 
IPv4 CIDR
| CIDR       | Остання IP-адреса в підмережі | Маска підмережі | Кількість адрес в підмережі | Кількість хостів в підмережі | Клас підмережі |
| ---------- | ----------------------------- | --------------- | --------------------------- | ---------------------------- | -------------- |
| a.b.c.d/32 | 0.0.0.0                       | 255.255.255.255 | 1                           | 1*                           | 1/256 C        |
| a.b.c.d/31 | 0.0.0.1                       | 255.255.255.254 | 2                           | 2*                           | 1/128 C        |
| a.b.c.d/30 | 0.0.0.3                       | 255.255.255.252 | 4                           | 2                            | 1/64 C         |
| a.b.c.d/29 | 0.0.0.7                       | 255.255.255.248 | 8                           | 6                            | 1/32 C         |
| a.b.c.d/28 | 0.0.0.15                      | 255.255.255.240 | 16                          | 14                           | 1/16 C         |
| a.b.c.d/27 | 0.0.0.31                      | 255.255.255.224 | 32                          | 30                           | 1/8 C          |
| a.b.c.d/26 | 0.0.0.63                      | 255.255.255.192 | 64                          | 62                           | 1/4 C          |
| a.b.c.d/25 | 0.0.0.127                     | 255.255.255.128 | 128                         | 126                          | 1/2 C          |
| a.b.c.0/24 | 0.0.0.255                     | 255.255.255.000 | 256                         | 254                          | 1 C            |
| a.b.c.0/23 | 0.0.1.255                     | 255.255.254.000 | 512                         | 510                          | 2 C            |
| a.b.c.0/22 | 0.0.3.255                     | 255.255.252.000 | 1024                        | 1022                         | 4 C            |
| a.b.c.0/21 | 0.0.7.255                     | 255.255.248.000 | 2048                        | 2046                         | 8 C            |
| a.b.c.0/20 | 0.0.15.255                    | 255.255.240.000 | 4096                        | 4094                         | 16 C           |
| a.b.c.0/19 | 0.0.31.255                    | 255.255.224.000 | 8192                        | 8190                         | 32 C           |
| a.b.c.0/18 | 0.0.63.255                    | 255.255.192.000 | 16 384                      | 16 382                       | 64 C           |
| a.b.c.0/17 | 0.0.127.255                   | 255.255.128.000 | 32 768                      | 32 766                       | 128 C          |
| a.b.0.0/16 | 0.0.255.255                   | 255.255.000.000 | 65 536                      | 65 534                       | 256 C = 1 B    |
| a.b.0.0/15 | 0.1.255.255                   | 255.254.000.000 | 131 072                     | 131 070                      | 2 B            |
| a.b.0.0/14 | 0.3.255.255                   | 255.252.000.000 | 262 144                     | 262 142                      | 4 B            |
| a.b.0.0/13 | 0.7.255.255                   | 255.248.000.000 | 524 288                     | 524 286                      | 8 B            |
| a.b.0.0/12 | 0.15.255.255                  | 255.240.000.000 | 1 048 576                   | 1 048 574                    | 16 B           |
| a.b.0.0/11 | 0.31.255.255                  | 255.224.000.000 | 2 097 152                   | 2 097 150                    | 32 B           |
| a.b.0.0/10 | 0.63.255.255                  | 255.192.000.000 | 4 194 304                   | 4 194 302                    | 64 B           |
| a.b.0.0/9  | 0.127.255.255                 | 255.128.000.000 | 8 388 608                   | 8 388 606                    | 128 B          |
| a.0.0.0/8  | 0.255.255.255                 | 255.000.000.000 | 16 777 216                  | 16 777 214                   | 256 B = 1 A    |
| a.0.0.0/7  | 1.255.255.255                 | 254.000.000.000 | 33 554 432                  | 33 554 430                   | 2 A            |
| a.0.0.0/6  | 3.255.255.255                 | 252.000.000.000 | 67 108 864                  | 67 108 862                   | 4 A            |
| a.0.0.0/5  | 7.255.255.255                 | 248.000.000.000 | 134 217 728                 | 134 217 726                  | 8 A            |
| a.0.0.0/4  | 15.255.255.255                | 240.000.000.000 | 268 435 456                 | 268 435 454                  | 16 A           |
| a.0.0.0/3  | 31.255.255.255                | 224.000.000.000 | 536 870 912                 | 536 870 910                  | 32 A           |
| a.0.0.0/2  | 63.255.255.255                | 192.000.000.000 | 1 073 741 824               | 1 073 741 822                | 64 A           |
| a.0.0.0/1  | 127.255.255.255               | 128.000.000.000 | 2 147 483 648               | 2 147 483 646                | 128 A          |
| 0.0.0.0/0  | 255.255.255.255               | 000.000.000.000 | 4 294 967 296               | 4 294 967 294                | 256 A          |